# Жажда, война за воду
«Жажда, война за воду» (англ. Waterborne, также известен под русским названием Водный террор) — американский независимый фильм 2005 года. Музыку к фильму написала и исполнила группа Dredg.
Первый фильм, доступный для покупки в Google Видео, также «Война за воду» получила Специальный приз зрительских симпатий на кинофестивале South by Southwest.
Рейтинг MPAA — R (лицам до 17 лет обязательно присутствие взрослого).

## Сюжет
«Жажда» повествует о террористической атаке на Лос-Анджелес, во время которой была отравлена вся питьевая вода в городском резервуаре. Мегаполис повергается в хаос. Зритель наблюдает за действиями нескольких групп людей, пытающихся пережить катастрофу.

## В ролях
- Кристофер Мастерсон — Зак
- Джейк Максуорти — Боди
- Джон Грайз — Риттер
- Кристофер Берри — Карлтон (as Chris Berry)
- Аджай Найду — Викрам Бхатти
- Магейна Това — Лиллиан
- Шабана Азми — Хира Бхатти
- Линдсей Прайс — Жасмин
- Клара Смит — Клара
- Ной Сеган — Донован
- Дженна Дуан — Деви
- Ал Сапиенца — Коннорс
- Дон Суэйзи — Отис
- Бабба Да Скитсо — Пэт
- Дэвид Перри — Дэниел Половски
- Лиэнн Сутер — Дженна Констанс
- Энтони Рейнольдс — лейтенант Штраусс

## Критика
На сайте Rotten Tomatoes фильм имеет рейтинг 100 %.